# Stefan Stróbl
Stefan Stróbl, född 1897 i Banatet, Österrike-Ungern, död 13 oktober 1957 i Utrecht, var en svensk kriminolog, karikatyrtecknare och teaterdekoratör.
Stróbl, som var av ungersk härkomst, kom till Sverige efter första världskriget men var därefter bosatt och verksam på flera olika platser i Mellaneuropa. Han bosatte sig 1931 i Nederländerna där han arbetade med psykoteknik och kriminologi i Utrecht. Som svensk medborgare återvände han till Sverige under andra världskriget. Han var en driven karikatyrtecknare och mycket produktiv med ett stort antal teckningar publicerade i tidskriften Joker. Han utgav 1945 ett album med 250 karikatyrteckningar av olika Uppsalaakademiker. Han arbetade i mindre omfattning även med teaterdekorationsmåleri. Stróbl är representerad vid Nationalmuseum i Stockholm, Uppsala universitetsbibliotek och Göteborgs museum.